# Marco Aurelio Silva Businhani
Marco Aurelio Silva Businhani (født 8. februar 1972) er en tidligere brasiliansk fodboldspiller.
Han har spillet for flere forskellige klubber i sin karriere, herunder Shimizu S-Pulse.